# مانور لوردز
مانور لوردز هي لعبة فيديو من نوع بناء المدن في العصور الوسطى وتكتيكات في الوقت الفعلي تم تطويرها بواسطة Greg Styczeń من Slavic Magic ونشرتها شركة Hooded Horse. اللعبة من اكثر العاب انتظار في منصة Steam، مع أكثر من ثلاثة ملايين قائمة أمنيات ، وتم إصدارها للوصول المبكر في 26 أبريل 2024. ومن المتوقع أن يتم إصدار اللعبة لوحدات تحكم Xbox One وXbox Series X/S في وقت لاحق.

## طريقة اللعب
تدور أحداث اللعبة في أواخر القرن الرابع عشر بفرانكونيا، تتميز اللعبة بثلاثة أوضاع مختلفة وهي "صعوداً نحو الازدهار"و "استعادة السلام" و"على حافة الهاوية" ويتميز كل وضع بتركيزه على جوانب مختلفة: "صعوداً نحو الازدهار" و"على حافة الهاوية" يركزان على النمو من خلال بناء المدن والفتوحات من خلال الحروب، بينما "استعادة السلام" تقدم تجربة متوازنة أكثر. 
تركز جوانب بناء المدن على توسيع مستوطنة صغيرة في البداية من خلال جمع الموارد وتوسيع شبكات التجارة، بينما يدير اللاعبون التهديدات التي تواجه تماسك المستوطنة الداخلي. تشير التركيزات التاريخية الدقيقة في اللعبة إلى أن اللاعبين يجب أن يديروا ستة أنواع فردية من الضرائب، ويتحلى بتوازن بين النمو السريع والجوانب الطبيعية مثل الطقس واحتمال تدهور البيئة. بالعادة.

## استقبال
كان الاستقبال في العروض التوضيحية الأولية، مثل العرض الذي تم عرضه في Xbox Partner Preview في أواخر أكتوبر 2023، إيجابيًا للغاية، مع الثناء الموجه بشكل خاص إلى الطبيعة المعقدة للعبة. قارن مات جارفيس من Rock Paper Shotgun جوانبه المختلفة بالامتيازات القائمة لـ Total War وCrusader Kings وAge of Empires، واصفًا إياها بأنها "طموحة للغاية" و"مليئة بالإمكانات".

## روابط خارجية
- الموقع الرسمي